# Sapromyza mallochi
Sapromyza mallochi är en tvåvingeart som först beskrevs av Friedrich Georg Hendel 1932.  Sapromyza mallochi ingår i släktet Sapromyza och familjen lövflugor. Inga underarter finns listade i Catalogue of Life.